# General Motors
La General Motors Corporation, nota anche come GM, è un'azienda statunitense produttrice di autoveicoli, con marchi presenti in tutto il mondo quali: Cadillac, Chevrolet, GM Korea, GMC e Buick. Il quartier generale è nel Renaissance Center di Detroit (Michigan).
Le divisioni Chevrolet e GMC producono anche camion. Altri marchi del gruppo sono ACDelco, Allison Transmission e Electro-Motive Diesel, che produce locomotive elettriche e diesel. GM ha posseduto anche quote di Isuzu, Subaru e Suzuki in Giappone, e una joint venture con la AvtoVAZ (Lada) in Russia. Nel dicembre 2003 ha acquisito la Delta in Sudafrica, della quale possedeva il 45% delle quote dal 1997, e che ora è una sussidiaria completamente posseduta della General Motors South Africa.
L'azienda è stata la più grande azienda di veicoli al mondo fino a qualche anno fa; sorpassata negli ultimi anni prima da Toyota, poi da Volkswagen e poi ancora da Toyota . Ha posseduto la Electronic Data Systems dal 1984 al 1996, prima di venderla alla News Corporation, DirecTV. GM controllò Frigidaire da 1918 al 1979. A partire dal 2018, General Motors è classificata al 10º posto nella classifica Fortune 500 delle maggiori società statunitensi per fatturato totale.
Presidente (dal 1º maggio 2003) e amministratore delegato (dal 1º giugno 2000) è stato a lungo Rick Wagoner, che ha sostituito John F. Smith, Jr.; Wagoner è rimasto in carica sino alla fine di marzo del 2009 ed è stato sostituito da Fritz Henderson, come comunicato dal presidente Barack Obama in un suo discorso. Nel 2010 Henderson è stato a sua volta sostituito da Edward Whitacre e Daniel Akerson. Il 15 gennaio 2014 Mary Barra è stata nominata nuova amministratrice delegata.

## Storia
La General Motors venne fondata nel 1908 come holding della Buick, allora controllata da William C. Durant, e acquisì la Oldsmobile nello stesso anno. L'anno seguente, Durant portò in GM la Cadillac, la Elmore e la Oakland.

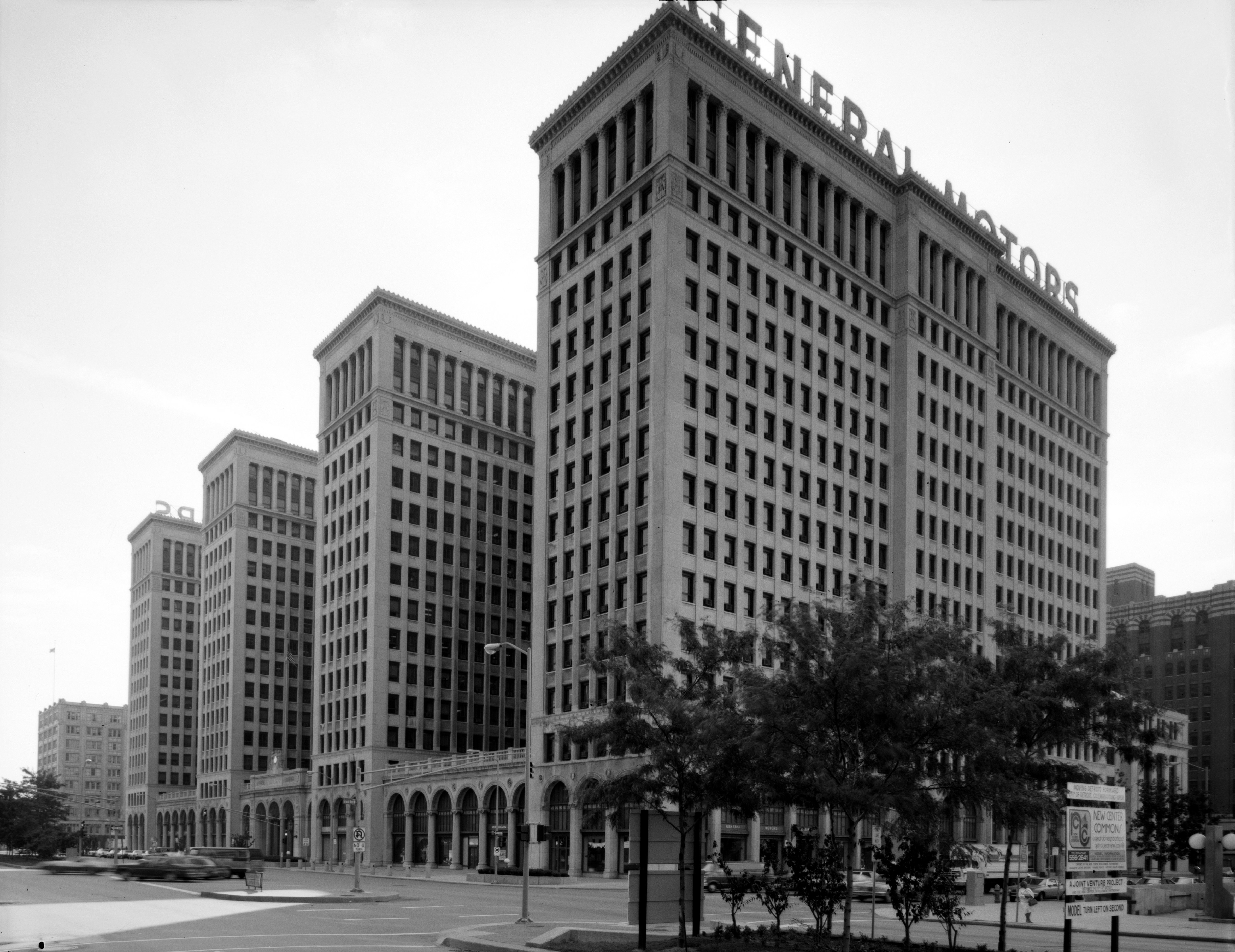
L'edificio della General Motors, progettato da Albert Kahn, al 3044 di West Grand Boulevard, Detroit, MI.

Durante gli anni venti e trenta, la General Motors acquistò la compagnia di autobus Yellow Coach, contribuì a creare la Greyhound Lines, rimpiazzò il trasporto su treni intercity con i bus, e stabilì delle compagnie sussidiarie per comprare società tranviarie e sostituire i servizi basati su rotaie con quelli su ruote. La GM fondò la United Cities Motor Transit nel 1932.
La General Motors acquistò il costruttore di carrozze a motore Electro-Motive Corporation e il suo fornitore di motori, la Winton Engine, nel 1930, rinominandole General Motors Electro-Motive Division. Nei vent'anni successivi locomotive e treni diesel, in maggioranza costruiti da GM, sostituirono altre forme di trazione sulle ferrovie americane.
Negli anni quaranta la General Motors venne convertita in fabbrica d'armi.
Durante quel periodo produsse la famosa Pistola mitragliatrice M3 Grease Gun.
Il 31 dicembre 1955, la General Motors divenne la prima azienda statunitense a superare il miliardo di dollari di fatturato in un anno.
Dopo che massicce dismissioni della GM ebbero colpito la città di Flint nella contea di Genesee negli anni ottanta, il regista (e nativo di Flint) Michael Moore concentrò la sua attenzione sulla società e sull'AD dell'epoca, Roger B. Smith, nel suo primo film-documentario di successo, Roger e io.
Uno sciopero iniziato alla fabbrica General Motors di Flint, il 5 giugno 1998, si diffuse rapidamente ad altri cinque impianti di assemblaggio e venne portato avanti per sette settimane.
Ad un certo punto della sua storia la GM era la più grande azienda degli Stati Uniti, sia in termini di entrate, che come percentuale sul PIL. Nel 1953 Charles Erwin Wilson, l'allora presidente di GM, venne nominato da Eisenhower come Segretario alla Difesa. Quando gli venne chiesto, durante le audizioni al Comitato del Senato per le Forze Armate, se come Segretario della Difesa poteva prendere decisioni avverse agli interessi della General Motors, Wilson rispose affermativamente ma aggiunse che non poteva concepire una tale situazione "perché per anni ho pensato che ciò che era buono per la nazione fosse buono per la General Motors e viceversa". In seguito questa dichiarazione venne citata in modo stravolto, lasciando intendere che Wilson avesse detto, "Ciò che è buono per la General Motors è buono per la nazione." A quell'epoca la GM era uno dei più grandi datori di lavoro del mondo, solo le industrie di stato sovietiche davano lavoro a più persone.
Nel maggio 2005, Standard & Poor's abbassò il rating di GM al livello di titolo spazzatura.
Il 4 aprile 2005 la General Motors Corporation cedette la divisione Electro-Motive Division alla Greenbriar Equity Group LLC and Berkshire Partners.
Dopo il principale fornitore, la Delphi Corporation, anche GM rischia il fallimento. L'amministratore delegato di Delphi presentò istanza di fallimento, delocalizzando la produzione in Cina (sotto una nuova azienda), quando i sindacati rifiutarono un dimezzamento del salario contrattuale dei metalmeccanici. La Delphi produce componenti per la sicurezza per le case d'auto di tutto il mondo; in particolare ha il brevetto di airbag e ABS.
Nel 2006, in seguito alla crisi, vengono cedute le partecipazioni in Subaru, Suzuki e Isuzu, quasi sempre rimpiazzate dal maggior concorrente oggi esistente (Toyota). Già due anni prima, nel 2004, aveva chiuso lo storico e prestigioso marchio Oldsmobile.
Il 27 aprile 2009 GM ha ufficialmente comunicato che chiuderà entro il 2010 un altro pilastro dell'automobilismo statunitense, la Pontiac. Questa mossa fa parte di uno schema di ristrutturazione dell'azienda per cercare di evitare la bancarotta, concentrando i capitali e le risorse sui 4 marchi principali Chevrolet, Cadillac, Buick e GMC.
La GM dichiara la bancarotta il 1º giugno 2009, passando così sotto l'amministrazione controllata del Governo degli Stati Uniti, chiudendo, oltre alla Pontiac, anche i marchi Saturn e Hummer e vendendo Saab Automobile alla casa automobilistica olandese Spyker. Il Ministero del Tesoro statunitense nel 2009 ha investito 49,5 miliardi di dollari nella General Motors ed ha recuperato 39 miliardi quando ha venduto le azioni in suo possesso il 9 dicembre 2013, con una perdita di 10,3 miliardi. Il Tesoro ha investito ulteriori 17,2 miliardi di dollari nella GMAC (ora Ally). Le azioni Ally, vendute il 18 dicembre 2014 hanno fruttato 19,6 miliardi, con un guadagno di 2,4 miliardi. Uno studio del Centro per la ricerca dell'Automotive ha sostenuto che il salvataggio ha salvaguardato 1 200 000 posti di lavoro e fatto risparmiare quasi 35 miliardi di entrate fiscali.
Nel marzo del 2017 Opel in Europa viene ceduta a Psa e si ha l'uscita dal mercato europeo auto di GM.
Nel novembre 2018 GM annuncia la chiusura di 5 stabilimenti nel Nord America e il taglio di oltre 14 000 posti di lavoro. Il presidente Trump minaccia di "sopprimere ogni sovvenzione a GM, comprese quelle per l'auto elettrica". Il titolo crolla in Borsa del 3,5%.
Nel febbraio 2020 viene annunciata l'uscita quasi totale dai mercati australiano e neozelandese, con la chiusura del marchio Holden entro il 2021. In Oceania GM rimarrà presente solamente sotto il marchio "GMSV", ovvero General Motors Special Vehicles. Questa sussidiaria distribuirà solamente veicoli di importazione, quali Chevrolet Silverado, Colorado, Camaro e Corvette.
Molti dei concessionari GM presenti sul territorio australiano, come annunciato, passeranno alla rete vendita di Ford Australia.

### General Motors Hughes Electronics
La Hughes Electronics venne fondata nel 1985 quando la Hughes Aircraft venne venduta dall'Howard Hughes Medical Institute alla General Motors, per cinque miliardi di dollari. La General Motors fuse la Hughes Aircraft con la Delco Electronics (controllata di GM), per formare la GM Hughes Electronics (GMHE). Il gruppo consisteva allora di:
- Hughes Aircraft
- Delco Electronics
- Hughes Space and Communications
- Hughes Network Systems

Nell'agosto 1992 la GM Hughes Electronics acquistò il settore sistemi missilistici della General Dynamics. Nel 1994 la Hughes Electronics introdusse DirecTV, il primo servizio al mondo di direct-broadcast satellite (DBS) ad alta potenza. Nel 1995 la divisione Hughes Space and Communications divenne il principale fornitore di satelliti commerciali. Sempre nel 1995 il gruppo acquistò la Magnavox Electronic Systems dalla Carlyle Group. Nel 1996 la Hughes Electronics e la PanAmSat si accordarono per fondere i loro servizi di satelliti fissi, in una nuova compagnia, sempre chiamata PanAmSat, ma con GMHE come azionista di maggioranza.
Nel 1997 la GM trasferì la Delco Electronics sotto la Delphi Automotive Systems. Più tardi nello stesso anno il settore difesa della Hughes Electronics (Hughes Aircraft and missile business) venne fuso con la Raytheon.
La Hughes Space and Communications rimase indipendente fino al 2000, quando venne acquistata dalla Boeing diventando la Boeing Satellite Systems.
Nel 2000 le parti restanti della Hughes Electronics: DirecTV, DirecTV Latin America, PanAmSat e Hughes Network Systems vennero acquistate da NewsCorp e rinominate The DirecTV Group. Newscorp ha venduto PanAmSat alla Kohlberg Kravis Roberts & Co. (KKR) nell'agosto 2004.

## General Motors in Europa
A seguito della crisi dell'auto del 2009 che coinvolse in maniera particolare la General Motors a livello globale, la divisione Europea General Motors Europe (GME), con sede a Zurigo venne sciolta. I due maggiori marchi controllati da GME erano all'epoca:
- Opel con sede a Rüsselsheim, in Germania
- Saab con sede a Trollhättan in Svezia

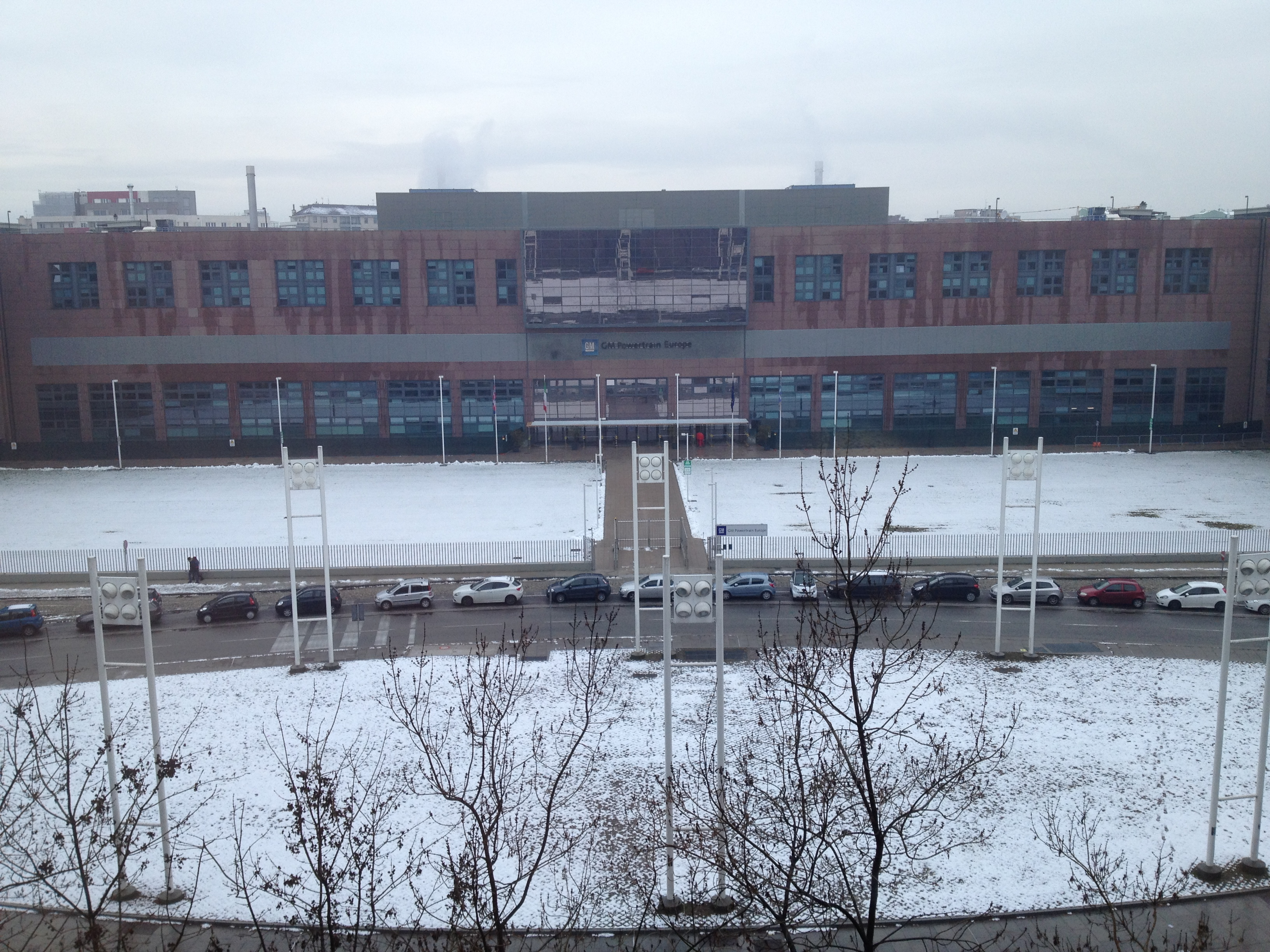
GM Powertrain Torino.

GME controllava anche il quartier generale Europeo per la gestione di Motori e Trasmissioni (la GM Powertrain Europe - GMPT-E di Torino in Italia), nonché la gestione delle importazioni del marchio Chevrolet dalle divisioni Americane e Coreane e del marchio Cadillac dagli Stati Uniti.
Lo scioglimento della GME era atto alla liquidazione dei marchi Opel e Saab e quindi di fatto, alla scomparsa della presenza di General Motors in Europa con impianti produttivi.
La cessione di Saab fu finalizzata al gruppo olandese Spyker Cars. Per la Opel, dopo circa un anno di trattative prima con il gruppo italiano FIAT, ed in un secondo momento con gli austriaci di Magna Steyr, General Motors fece un passo indietro e decise di non procedere più alla vendita della società.
Nello stesso tempo, anche la GMPT-E venne sciolta (parallelamente allo scioglimento delle altre divisioni powertrain nelle altre regioni mondiali di GM - a Torino è tuttavia rimasta la società con la stessa denominazione GMPT-E; esaurite le funzioni di quartier generale, rimane il centro di sviluppo unificato della gamma motori diesel GM nel mondo). La GM pagò, a causa dell'opzione di put, 1,55 Miliardi di euro a FIAT.
Fino al marzo 2017, quindi, Opel rimane la divisione ufficiale Europea di GM. Le importazioni di Cadillac in Europa sono state sospese, mentre le importazioni di Chevrolet in Europa sono gestite da una nuova società chiamata Chevrolet Europe con sede a Zurigo: esse sono terminate nel 2015 (tranne in Russia) per dare più spazio a Opel.
Il 6 marzo 2017 il gruppo automobilistico francese PSA Peugeot Citroën ha annunciato ufficialmente l'acquisto del marchio Opel per 1,3 miliardi di euro, e di quello Vauxhall, con un'operazione totale dal costo da 2,2 miliardi. A causa di questa operazione, la GM non è più presente ufficialmente in Europa occidentale.

## Dati economici
Nel 2017 l'azienda ha registrato ricavi per 145,5 miliardi di dollari (in calo rispetto al 2016) e una perdita di 3,86 miliardi. In sei anni i dipendenti sono diminuiti a 180 000.

## Competizioni Sportive
Sotto il marchio Cadillac parteciperà come undicesimo team in griglia in Formula 1 a partire dalla stagione 2026.